# Gréolières
Gréolières – miejscowość i gmina we Francji, w regionie Prowansja-Alpy-Lazurowe Wybrzeże, w departamencie Alpy Nadmorskie.
Według danych na rok 1990 gminę zamieszkiwało 380 osób, a gęstość zaludnienia wynosiła 7 osób/km² (wśród 963 gmin regionu Prowansja-Alpy-W. Lazurowe Gréolières plasuje się na 524. miejscu pod względem liczby ludności, natomiast pod względem powierzchni na miejscu 130.).